# (16061) 1999 JQ117
A (16061) 1999 JQ117 a Naprendszer kisbolygóövében található aszteroida. A LINEAR projekt keretében fedezték fel 1999. május 13-án.